# Conservatoire Sainte-Cécile
Le conservatoire Sainte-Cécile (conservatorio de musica Santa Cecilia en italien) est une école de musique renommée, située au centre de Rome, qui dépend de l'académie nationale Sainte-Cécile (elle-même récemment installée près du site de l'ancien village olympique, à la périphérie de la cité papale).

## Historique
La naissance de l'institution sous sa forme actuelle remonte à 1875 sur l'impulsion de Giovanni Sgambati et d'Ettore Pinelli dans le cadre de la réorganisation de l'enseignement apporté par le premier roi d'Italie (Victor-Emmanuel II, issu de la maison princière de Savoie). Mais l'institution musicale dont elle dérive (la Congregazione de' musici di Roma, devenue l’Accademia en 1585 sous le pontificat du pape Sixte-Quint) a plus de 500 ans d'ancienneté. C'est en effet dès le XVIe siècle que prend forme la Congregazione dei Musici di Roma. Elle est vite devenue une des principales écoles de musique dépendant du pape (l’Accademia fut d'abord dirigée par le grand réformateur de la musique d'église pour cette époque, le compositeur Giovanni Pierluigi da Palestrina, chef de file de l'école musicale issue de la Contre-Réforme). Elle devint ensuite une des plus grandes écoles musicales en Europe.
La durée des études pour les différentes disciplines (chant, instruments, direction d'orchestre et de la musique vocale sacrée ou profane, ainsi que les disciplines plus théoriques telles que l'étude du contrepoint, de la fugue et la composition) varient de six à dix ans et délivrent un diplôme du premier ou du deuxième niveau après l'achèvement des études. En plus de la pratique de la discipline principale, l'enseignement inclut un ensemble de modules tous liés à la culture musicale.

## Enseignants illustres
Au cours de son histoire, le conservatoire a eu des enseignants qui étaient de grands musiciens italiens ou étrangers parmi lesquels on peut citer : Alfredo Casella, Ildebrando Pizzetti, Goffredo Petrassi, Ottorino Respighi, Giuseppe Mulè, Fernando Germani, Dino Asciolla, Severino Gazzelloni, Giuseppe Tommassini, Antonio Salvatore, Franco Evangelisti, Lya De Barberiis, Maurizio Ciampi, Sergio Perticaroli, Ferruccio Vignanelli, Arrigo Pelliccia, Vincenzo Vitale, Renzo Silvestri, Letterio Ciriaco, Pina Carmirelli, Franco Petracchi, Barbara Giuranna, Vincenzo Mariozzi, Arrigo Tassinari et Egida Giordani Sartori.

## Élèves illustres
De nombreux élèves du Conservatoire sont devenus des musiciens célèbres dont Ennio Morricone, un des plus connus parmi les compositeurs de musique de film ; le chef d'orchestre Carlo Maria Giulini ; la mezzo-soprano Cecilia Bartoli ; la cheffe d'orchestre et pianiste Speranza Scappucci ; les compositeurs Aldo Clementi, Bruno Maderna, Otmar Nussio, Abdulla Grimci ; les pianistes Sergio Perticaroli, Franco Mannino ; les chanteurs lyriques Mariella Devia, Giorgio Gatti, Giacomo Lauri-Volpi, l'actrice Anna Magnani et les musiciens Gabriele Greco, Gianni Morandi, Sandro Verzari (trompettiste), Carlo Romano, Bruno Incagnoli (hautboïstes), Egida Giordani Sartori (1910-1999), claveciniste et professeure de musique classique italienne et Andrea Buccarella (1987-), claveciniste et organiste classique, Stelvio Cipriani, compositeur de musique de film.